# トヨタ・グランエース
グランエース（GranAce ）は、トヨタ自動車がかつて生産・販売していたミニバン型の乗用車である。

## 概要
2019年2月から新興国向けに販売を開始したハイエース（H300系）をベースにしたハイグレードワゴンで、オセアニアと台湾では「グランビア」、タイでは「マジェスティ」の名で販売されている。
生産はトヨタ車体のいなべ工場で行われる。また、ミニバンでは2代目シエンタに次いで2車種目となる全てのトヨタ車両販売店（トヨタ店・トヨペット店・カローラ店・ネッツ店及びトヨタモビリティ東京、トヨタモビリティ神奈川、トヨタモビリティ富山、NTPトヨタ信州、ひだかトヨタ自動車販売、東かがわトヨタ自動車販売）での取り扱いとなる。
日本国外向けハイエースがベースとなっていることもあり、全長5.3 m、全幅1.97 m、全高1.99 mと、それまでのトヨタの日本向けミニバンで最も大きなサイズであったアルファード / ヴェルファイアよりもさらに大型のワイドボディを特徴としている。3列もしくは4列シートで乗車定員は最低でも6名となっているため、ボディタイプ上ではミニバンに該当するが、トヨタでは全長5 m以上のフルサイズと呼ばれるボディを持つことから、「フルサイズワゴン」と呼称されている。日本車における全長5m超のフルサイズミニバンとしては2004年（平成16年）まで販売されていたホンダ・ラグレイト以来となる。
超大型ワイドボディとしているが、最小回転半径は17インチタイヤの場合で5.6 mに抑えられており、ステアリング切れ角やギア比設定の最適化と相まって市街地での取り回しの良さを実現している。
最廉価モデルでも460万円を超える価格設定や、6人乗りではゆとりある後席スペースを確保しながら、約90 L（縦750 mm×横510 mm×幅310 mm）のスーツケースを立てたまま4個まで積載が可能というパッケージングから、自動車ライターの工藤貴弘はホテルの送迎用や富裕層グループを対象にした少人数ツアーの移動手段など、インバウンド需要を想定しているのではないかと推察している。

## 機構・メカニズム
エンジンには、2.8 Lクリーンディーゼルエンジンである1GD-FTV型が搭載されており、トランスミッションは6ATとなる。エンジンにはDPR（粒子状物質減少装置）や尿素SCRシステムの採用により窒素酸化物の大幅低減を実現させている。
エンジンルームと室内を隔てるダッシュパネルには、鋼板と鋼鈑の間に制振材などを挟み込んだ積層構造の複合鋼板である「サンドイッチ鋼板」を用いたり、制振材や吸遮音材を適切に配置するなど、様々な路面環境下でも静粛性能が一層と高められている。
一般市販されている乗用車の中では非常に重い部類に入り、車両総重量は3トンを超える。このため、荷重指数の高い小型トラック用LTタイヤが使用されるほか、ホイールハブのPCDは国産ワンボックスで一般に採用される6穴/139.7mmとは異なる6穴/130.0mmの特殊ピッチを採用しており、海外向けH300/H200ハイエースをはじめ一般的な国産車とのホイール互換性もなく、グランエース専用となっている。

## 装備
ディスプレイオーディオ（DA）やDCM（専用通信機）が標準装備されており、SmartDeviceLink・Apple CarPlay・Android Autoの対応によりスマートフォンとBluetoothやUSBケーブルで接続することで、スマートフォン向けアプリをDA上で操作することが可能となる。また、販売店装着オプションのT-Connectナビキットを装着することで、車載用ナビ機能を利用することも可能である。
安全面では歩行者（昼夜）や自転車運転者（昼間）の検知機能を備えたプリクラッシュセーフティなどで構成された予防安全パッケージ「Toyota Safety Sense」をはじめ、静止物や後方接近車両に対応した2種類のパーキングサポートブレーキ（インテリジェントクリアランスソナー、リアクロストラフィックオートブレーキ）、デジタルインナーミラーが標準装備されている。

## 歴史
- 2019年
  - 10月8日 - 年内の発売に先駆け、「東京モーターショー2019」のトヨタ車体ブースで初披露することが発表された[4]。
  - 11月25日 - 正式発表（12月16日発売）[5]。

グレード体系は4列シート8人乗り仕様の「G」と3列シート6人乗り仕様の「Premium」の2種類が設定されている。いずれもシート生地は本革。
「G」はリア席2列目（3列目シート）にリラックスキャプテンシート、リア席3列目（4列目シート）に 6:4 分割チップアップシートが採用される。「Premium」はスライドドアトリムがステッチ付シルフィー表皮に、スライドドア左右の乗降用アシストグリップが本革に、リアクォータートリムトレイが木目調加飾に、シートは全てのリア席（2列目・3列目シート）がエグゼクティブパワーシートとなり、専用装備としてグレードエンブレム（Premium）とリア席バニティミラー（LEDランプ照明付）が備わる。
ボディカラーは「ホワイトパールクリスタルシャイン（メーカーオプション）」・「シルバーメタリック」・「グレーメタリック」・「ブラック」の4色が設定される。
- 2021年6月28日 - 一部改良[6]。助手席に可倒式ヘッドレストとパワーシートスイッチ（運転席側肩口）が装備された。
- 2023年10月 - 一部改良。標準装備の「8インチディスプレイオーディオ」が「ディスプレイオーディオ（コネクティッドナビ対応）Plus」に変更。このユニット変更に伴い、ディスプレイ周りに備わっていた操作スイッチが最小限になって、ON/OFFかつ音量調整スイッチのみとなった。
- 2024年
  - 3月29日 - 生産終了を発表[7][8]。同時にトヨタ公式サイトへの掲載終了。
  - 4月26日 - 販売終了。

## 名前の由来
- スペイン語で大きな・偉大なを意味する「GRAN」と、英語で第一人者・優れた者を意味する「ACE」を組み合わせた造語[5]。